# Брандис на Орлици
Брандис на Орлици (чеш. Brandýs nad Orlicí) град је у Чешкој Републици. Град се налази у управној јединици Пардубички крај, у оквиру којег припада округу Усти на Орлици.

## Становништво
Према подацима о броју становника из 2014. године град је имао 1.381 становника.